# Mielnik (obwód iwanofrankiwski)
Mielnik (ukr. Млини, Młyny) – wieś na Ukrainie, w obwodzie iwanofrankiwskim, w rejonie nadwórniańskim.